# Tomba Singh
Wangkheirakpam Tomba Singh, né le 3 avril 1982 à Imphāl, est un joueur de l'équipe nationale indienne de football. Il joue actuellement dans le club de Churchill Brothers SC.

## Biographie
Singh est le nom d'origine indienne et très répandu dans le pays mais c'est aussi celui de nombreux joueurs indiens (7 joueurs ) mais le meilleur reste Singh numéro 10